# Partizànskie Sopki
Partizànskie Sopki (en rus: Партизанские Сопки) és un poble (un possiólok) del krai de Khabàrovsk, a Rússia, que el 2012 tenia 3 habitants.